# Bačinac
Bačinac (cyr. Бачинац) – wieś w Serbii, w okręgu podunajskim, w gminie Smederevska Palanka. W 2011 roku liczyła 683 mieszkańców.